# Тарасов, Георгий Григорьевич
Георгий Григорьевич Тарасов (6 января 1905, Тредубье, Тверская губерния — 8 февраля 1973, Москва) — корпусной инженер 9-го гвардейского Брестского стрелкового корпуса 61-й армии 1-го Белорусского фронта, гвардии полковник. Герой Советского Союза.

## Биография
Родился 6 января 1905 года в деревне Тредубье ныне Торжокского района Тверской области. Русский. Рано остался без отца, с 12 лет самостоятельно трудился, был пастухом в своей деревне. В 1924 году окончил среднюю школу в селе Броды и уехал в город Калинин. В 1929 году окончил механико-строительный техникум, архитектурно-строительное отделение, получил квалификацию техника-строителя. Был направлен на работу по своей специальности в город Иваново-Вознесенск, трудился прорабом в тресте строительной индустрии.
В августе 1930 года был призван в Красную Армию как одногодичник и направлен на Дальний Восток. Из-за сложной обстановки служил до 1933 года, сначала — в 106-м стрелковом полку на острове Сахалин, затем — на строительстве авиационного городка в городе Иркутске. В январе 1933 года демобилизован, уехал в Москву. По мобилизации ЦК ВЛКСМ был направлен на строительство московского метрополитена, работал техником на шахте № 18 «Кировские ворота», ныне станция метро «Чистые пруды».
В сентябре 1933 года воентехник 2-го ранга Тарасов был вновь призван в армию и направлен на Дальний Восток, где был назначен на должность военного производителя работ в 26-й отдельный военный строительный батальон 1-го строительного корпуса. В ноябре-декабре того же года в составе батальона участвовал в героическом ледяном переходе по Амуру к месту строительства будущего города Комсомольск-на-Амуре. Четыре года работал на строительстве города, судостроительного завода, был прорабом, начальником строительных мастерских.
Осенью 1937 года Тарасов был направлен на учёбу в Военно-инженерную академию имени В. В. Куйбышева. Член ВКП(б)/КПСС с 1940 года. По окончании учёбы в марте 1941 года получил назначение начальником подучастка 135-го управления строительства. Руководил строительством оборонительных сооружений в районе города Стороженец Черновицкой области Украины. Здесь встретил начало Великой Отечественной войны.
В июне-августе 1941 года, будучи главным инженером 135-го управления полевого строительства, лично руководил полевыми оборонительными работами при обороне городов Черновцы, Винница, Умань. В августе 1941 года Тарасов был направлен на формирование 356-й стрелковой дивизии в город Кинель, где назначен командиром 483-го сапёрного батальона, с ноября — дивизионным инженером. В составе дивизии участвовал в боях на Западном фронте, а с переходом 61-й армии к обороне лично руководил оборонительными работами.
В ноябре 1942 года назначен на должность корпусного инженера 9-го гвардейского стрелкового корпуса. В этом соединении воевал до Победы на Западном, Центральном, Брянском, 3-м и 2-м Белорусском и 3-м Прибалтийском фронтах. Лично руководил инженерным обеспечением частей корпуса в обороне и наступательных операциях. Под его руководством войска форсировали реки Ока под городом Белёв, Десна в районе города Чернигов, Днепр под Дымаркой. Руководил инженерными частями при форсировании Пинских болот и реки Припять, освобождении города Пинск, при порыве обороны противника на подступах к городу Брест.
Осенью 1944 года после марша и переезда по железной дороге обеспечивал в условиях болотисто-лесистой местности наступление корпуса в составе 1-й ударной армии в Латвии и освобождение города Рига, форсирование реки Западная Двина. После переброски корпуса в Польшу обеспечивал переправу корпуса через реку Висла на Магнушевский плацдарм и в последующем форсирование реки Пилица. Особо отличился на заключительном этапе войны при форсировании реки Одер.
16 апреля 1945 года, накануне форсирования реки Одер, гвардии полковник Тарасов провёл рекогносцировку берега в районе города Цеден. В течение трёх дней под постоянным огнём противника гвардейцы-сапёры строили переправы, готовили необходимые переправочные средства. Тарасов оборудовал пункт управления в развалинах каменного дома на самом берегу, грамотно организовал работы, своим примером воодушевлял бойцов на выполнение поставленной задачи. Своими действиями обеспечил форсирование реки частями корпуса. Затем с частями корпуса участвовал в штурме Берлина, войну закончил на Эльбе. Здесь им была наведена последняя за войну переправа, на этот раз для встречи союзных войск.
Указом Президиума Верховного Совета СССР от 31 мая 1945 года за образцовое выполнение заданий командования и проявленные мужество и героизм в боях с немецко-фашистскими захватчиками гвардии полковнику Тарасову Георгию Григорьевичу присвоено звание Героя Советского Союза с вручением ордена Ленина и медали «Золотая Звезда».
После войны продолжил службу в армии. Был начальником отдела боевой подготовки инженерного управления Белорусского военного округа. В 1950 году окончил ускоренные курсы Военно-дипломатической академии, три года был военным атташе при советском посольстве в Норвегии. В ноябре 1954 года вернулся в Москву, продолжил службу старшим преподавателем в Военно-инженерной академии. С 1960 года полковник Тарасов — в отставке.
Жил в городе Москве. Умер 8 февраля 1973 года. Похоронен на Востряковском кладбище.
Награждён двумя орденами Ленина, двумя орденами Красного Знамени, орденами Отечественной войны 1-й и 2-й степеней, двумя орденами Красной Звезды, медалью «За боевые заслуги», другими медалями.